# Оточка регимента
Оточка регимента (хрв. Otočka pukovnija) или Оточки пук била је војно-територијална јединица Војне крајине у Хабзбуршкој монархији. Постојала је од 1746. до 1873. године. Обухватала је северни део Лике и суседну Гацку, а управно седиште регименте било је у Оточцу. Првобитно се налазила у саставу Карловачког генералата, односно Хрватске војне крајине, а потом је од 1850. године припадала обједињеној Хрватско-славонској војној крајини. Развојачена је 1873. године и укључена у састав новоствореног Личко-оточког окружја.
Становништво Личке регименте чинили су највећим делом Хрвати и Срби, док су преостали део сачињавали припадници разних народа, који су као војни часници, службеници или занатлије досељавани из других хабзбуршких земаља.

## Историја
Током прве половине 18. века, све крајишке капетаније на подручју Лике и Гацке налазиле су се у саставу тадашњег Карловачког генералата, односно Хрватске војне крајине. оточка регимента је установљена 1746. године, након реорганизације крајишких јединица у северној Лици и Гацкој.
По одредбама Пожунског мира, целокупно подручје Оточке регименте је током 1806. године заједно са свим крајишким и жупансијксим областима јужно од реке Саве потпало под француску власт, ушавши у састав новостворених Илирских провинција. Хабзбуршке власти су 1813. године поново запоселе то подручје, које је тада ушло у састав Аустријске царевине.
Иако се основна улога оточких и осталих крајишника огледала у заштити пограничних хабзбуршких области према османској Босни, ова регимента је заједно са осталим крајишким јединицама повремено упућивана и на разна западноевропска ратишта.
Објављивањем царског патента од 7. маја 1850. године, на снагу је ступио нови граничарски статут, чиме је знатно унапређен начин управе у свим крајишким областима, укључујући и Оточку регименту. Почевши од 1860. године, изнова су оживели стари политички спорови и расправе о потенцијалном развојачењу Оточке регименте и свих осталих граничарских области, за шта су се залагали политички чиниоци у Загребу, али томе су се противиле централне власти у Бечу, тако да је решавање сложених питања о развојачењу у неколико наврата одлагано.
Током 1873. године извршена је царска наредба о развојачењу свих пукова у саставу Хрватско-славонске војне крајине, али те области нису одмах прикључене Краљевини Хрватској и Славонији, већ су добиле посебну земаљску управу, која је била раздељена на шест крајишких окружја, а међу којима је био и новостворено Личко-оточко окружје, које је образовано на подручју укунутих регименти, Оточке и Личке. Тек 1881. године, сва крајишка окружја прикључена су Краљевини Хрватској и Славонији, која је тиме добила границу на рекама Уни и Сави. У склопу проширене Краљевине, припојена окружја наставила су да постоје до 1886. годинне, када је жупанијско уређење протегнуто и на те просторе, чиме је довршен процес интеграције некадашњих крајишких области.